# Hintalo Wajirat (woreda)
Hintalo Wajirat est un des 36 woredas de la région du Tigré, en Éthiopie.

## Réservoirs
Dans ce district, il ne pleut que quelques mois sur l'année. Des réservoirs ont été construits pour contenir les eaux pour l'utiliser pendant la saison sèche. Les réservoirs de ce district comprennent :
- Addi Qenafiz
- Betqua
- Addi Gela
- Dur Anbesa

En général, ces réservoirs subissent une sédimentation rapide,. Une partie des eaux des réservoirs est perdue par percolation ; un effet secondaire et positif est que ces eaux contribuent à la recharge des aquifères.